# 布罗比站
布罗比站（丹麥語：Bråby Station）是丹麦小南线铁路上的一座铁路废站，1924年启用，1960年降级为乘降所，1972年10月1日完全废弃。